# Melvin Brown
Melvin Brown Casados (Naranjos, 28 de janeiro de 1979) é um futebolista mexicano, que atua como defensor.

## Carreira
Por clubes, ele se destacou com as camisas de Cruz Azul e Jaguares. Esteve também no Puebla (seu atual clube) e Tecos antes de voltar ao Cruz Azul, entre 2009 e 2010, desta vez sem tanto sucesso quanto a primeira passagem.

## Seleção
Brown estreou com a camisa da Seleção do México em 2001, contra os EUA, em 2001. Convocado para a Copa de 2002, teve que enfrentar a concorrência de Alberto Rodríguez, Manuel "Tronco" Vidrio, Salvador "Chava" Carmona e Gabriel de Anda. Isto fez com que Brown não disputasse nenhum jogo de La Tri no Mundial da Ásia (De Anda e Alberto Rodríguez também não jogaram).
A Copa de 2002 foi também o único torneio oficial disputado por Brown com a camisa do México. Ainda seria convocado por Ricardo La Volpe para a disputa da Copa Ouro de 2003. Depois da participação mexicana no torneio, ele nunca mais seria convocado para nenhuma outra partida da Seleção.

## Curiosidade sobre Melvin Brown
Apesar de se mexicano de nascimento, Brown é considerado um jogador sui-generis: é descendente de jamaicanos - seu bisavô deixou a Jamaica para morar na cidade de Naranjos.